# Departamento de Boyo
Boyo es un departamento de la región Noroeste de Camerún. En noviembre de 2005 tenía una población censada de 124 887 habitantes.
Está formado por los siguientes municipios:
- Belo 40,757
- Bum 17,838
- Fundong 45,831
- Njinikom 20,461